# فرينش بي
فرينش بي (بالفرنسية: French Bee SAS)، هي شركة طيران منخفضة التكلفة فرنسية متخصصة في الرحلات بعيدة المدى، وتتخذ من مطار أورلي في باريس مقرًا لعملياتها.
تُشغّل الشركة رحلات منتظمة بين فرنسا وعدد من الوجهات السياحية حول العالم باستخدام أسطول من طائرات إيرباص إيه 350. يقع مقرها الرئيسي ضمن مكاتب الشركة الأم مجموعة دوبروي في منطقة بيلفيل سور في التابعة لبلدية بيلفينيي في إقليم فونديه بغرب فرنسا.